# Caio Márcio Fígulo (cônsul em 64 a.C.)
Caio Márcio Fígulo (em latim: Caius Marcius Figulus) foi um político da gente Márcia da República Romana eleito cônsul em 64 a.C. com Lúcio Júlio César. Acredita-se que ele tenha nascido "Caio Minúcio Termo" e mudou seu nome depois de ter sido adotado por um Márcio Fígulo. Provavelmente era bisneto de Caio Márcio Fígulo, cônsul em 162 e 156 a.C..

## Carreira
Foi eleito pretor por volta de 67 a.C. e cônsul juntamente com Lúcio Júlio César em 64 a.C. Durante seu mandato, Senado aprovou diversas leis restringindo a quantidade de pessoas que podiam acompanhar os candidatos numa eleição e também tornaram ilegais os colégios e guildas. Depois, ele próprio recusou uma posição promagisterial na Itália ou nas províncias além-mar.
Em 5 de dezembro de 63 a.C., Márcio Fígulo foi um dos consulares que apoiaram a pena capital para os conspiradores que participaram da Segunda Conspiração de Catilina. No dia seguinte, apoiou a proposta de conceder um supplicatio em homenagem a Cícero, cônsul em 63 a.C., por sua defesa da República Romana.
Depois de sua morte, sua família erigiu um túmulo para ele considerado, já na época, muito elaborado e caríssimo.